# Szósta bitwa nad Isonzo
Szósta bitwa na Isonzo – bitwa stoczona pomiędzy siłami włoskimi a austro-węgierskimi w dolinie rzeki Isonzo na froncie włoskim I wojny światowej. Bitwa zakończyła się zwycięstwem Włoch dla których było to jedno z najbardziej udanych zwycięstw podczas trwającej do 1918 roku wojny na froncie włoskim.

## Tło
Dowódca sił austriackich, generał Svetozar Boroević zmniejszył liczbę swoich sił w dolinie rzeki Isonzo i rozpoczął przegrupowanie wojsk po letniej ofensywie, która została ostatecznie zatrzymana w Bitwie pod Assiago. Widząc zaistniałą sytuację włoski dowódca, Luigi Cadorna używając dobrej komunikacji kolejowej przetransportował wojska z regionu Trydentu na linię frontu pod Isonzo. Mając przewagę liczebną, Cadorna postanowił wykorzystać słabość przeciwnika i rozpocząć ofensywę.

## Bitwa
6 sierpnia 1916 roku siły włoskie rozpoczęły natarcie w kierunku pozycji austriackich. Siły włoskie ruszyły w kierunku Gorycji, która trafiła w ręce Włochów 8 sierpnia. Austriacy wycofali się w głąb własnych pozycji, a Włosi po zajęciu całej prowincji goryckiej rozpoczęli przygotowania do odparcia austriackiej kontrofensywy. Ostatecznie ofensywa pod dowództwem Cadorny zakończyła się 17 sierpnia. 

## Po bitwie
Zwycięstwo w ofensywie gwałtownie wzmocniło morale włoskich żołnierzy. Sukces odniesiony w bitwie został entuzjastycznie przyjęty wśród szczebla dowódczego, a także wzmocnił wiarę w zwycięstwo pośród szeregowych żołnierzy. 28 sierpnia, Włochy oficjalnie wypowiedziały wojnę Niemcom.
Łącznie w trakcie bitwy straty włoskie wyniosły 51 000 w tym 21 000 zabitych podczas gdy Austriacy stracili około 40 000 żołnierzy spośród których zginęło ponad 8000.
W latach późniejszych historycy doszli do wniosku że wysiłek poniesiony przez siły włoskie (21 000 zabitych) podczas bitwy został zmarnowany. Oprócz osobistego zwycięstwa Cadorny, Włosi w późniejszych miesiącach odnosili znaczące straty próbując zdobyć Triest oraz Lublanę. Lepiej uzbrojeni i zaopatrzeni żołnierze austriaccy wycofali się na korzystniejsze do obrony pozycję, podczas gdy Włosi którzy mieli problemy z zaopatrzeniem, a także niską zdolnością operacyjną wyższych dowódców, ponosili znaczące straty podczas frontalnych ataków na pozycję austriackie. 
W ciągu następnych miesięcy, Austriacy wycofali się w rejon górzysty wzdłuż doliny Isozno, gdzie zadali Włochom znaczące straty, a także odzyskali część straconych wcześniej ziem, głównie dzięki artylerii która była lepiej przygotowana od używanych przez Włochów, baterii polowych.